# Abava
Abava (historicky německy Abau) je 129 kilometrů dlouhá řeka v Lotyšsku, v historické oblasti Kuronska, pravý přítok Venty v úmoří Baltského moře. Pramení nedaleko Lestene a teče nejprve převážně na severozápad, než se krátce před Kandavou obrátí k západu. 
Údolí Abavy, které kdysi bylo historickou dopravní cestou z Rigy do Pruska a zahrnuje dolomitové pasáže s peřejemi a vodopády, bylo navrženo jako kandidát na zahrnutí mezi Světové dědictví UNESCO. Nedaleko toku řeky se také nachází přírodní a archeologická památka Māras kambari.